# Tramwaje w Dallas
Tramwaje w Dallas – system komunikacji tramwajowej działający w Dallas, w stanie Teksas, w Stanach Zjednoczonych, obsługiwany przez Dallas Area Rapid Transit (DART).

## Historia
Budowę systemu komunikacji tramwajowej w Dallas zainaugurowano w maju 2013. Dla pasażerów komunikację tramwajową uruchomiono 13 kwietnia 2015. Linia łączy stację kolejową Dallas Union Station w centrum miasta z dzielnicą Bishop Arts District. 

## Galeria

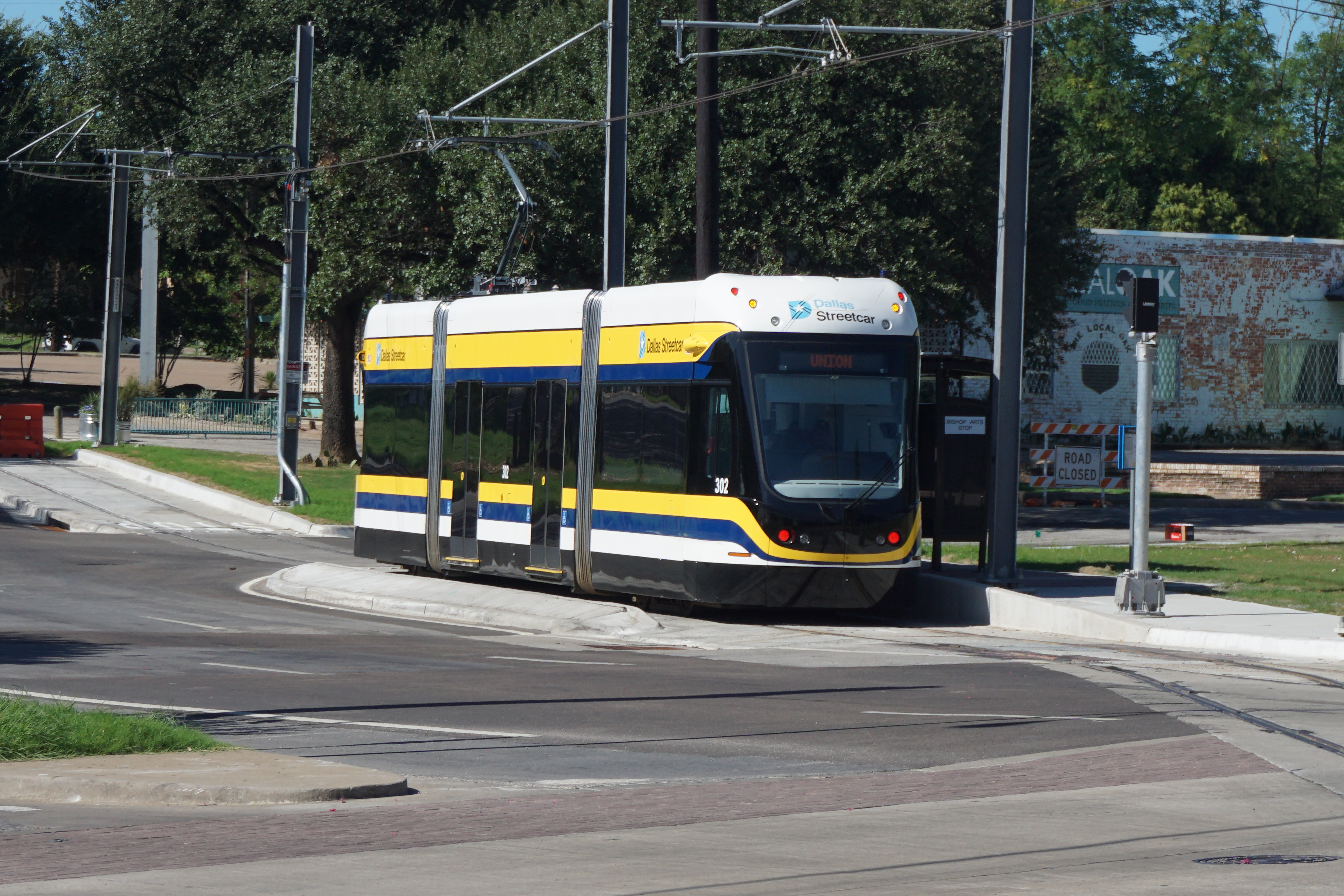
Tramwaj w Oak Cliff
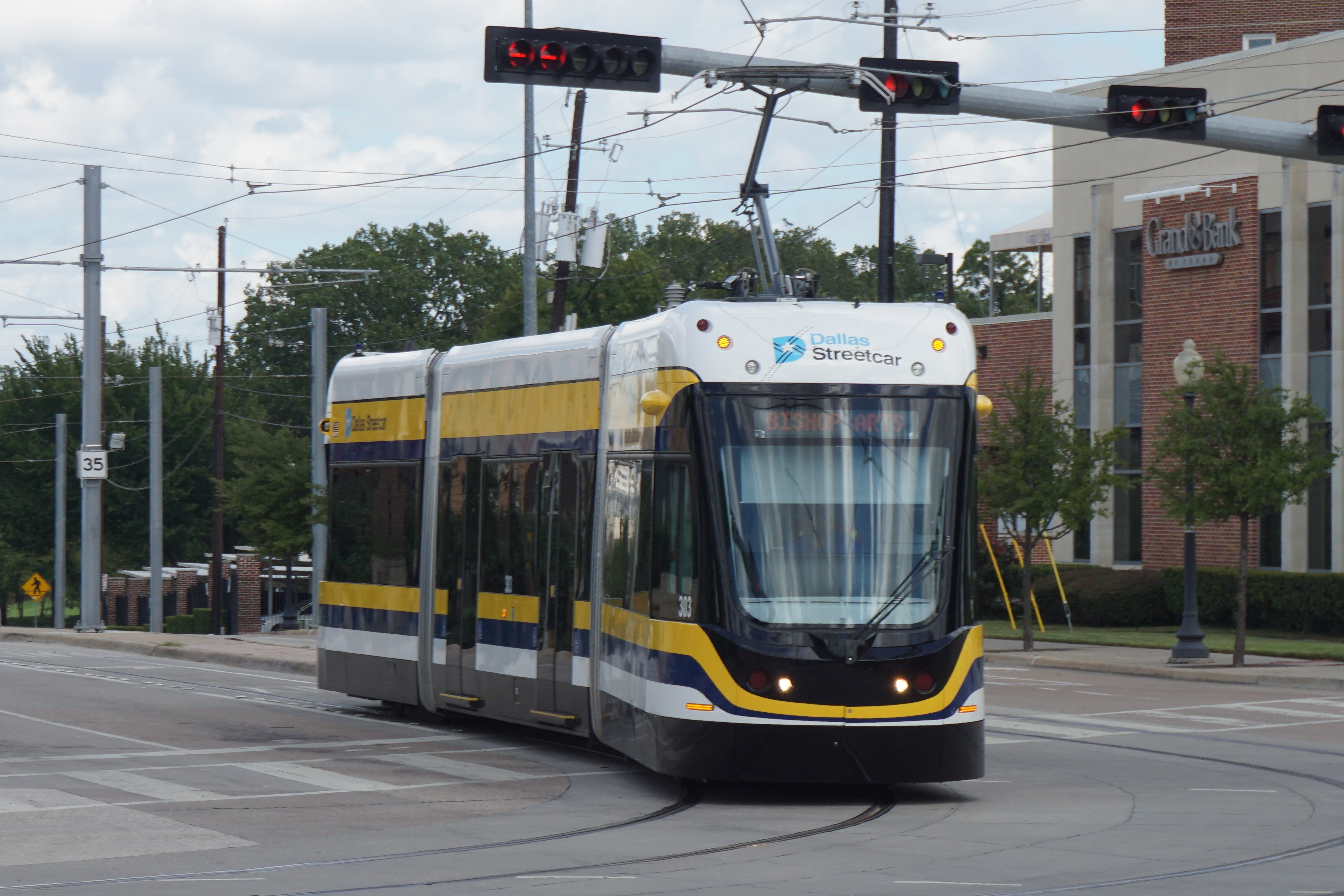
Tramwaj w kierunku Bishop Arts District